# Mauressac
Mauressac település Franciaországban, Haute-Garonne megyében. Lakosainak száma 498 fő (2022. január 1.). Mauressac Puydaniel, Auterive, Esperce és Grazac községekkel határos.

## Népesség
A település népességének változása:
| Lakosok száma | 107  | 120  | 184  | 339  | 491  | 510  | 518  | 506  | 500  | 498  |
|               | 1968 | 1982 | 1990 | 2006 | 2013 | 2015 | 2017 | 2019 | 2020 | 2022 |